# バート・ヴィンプフェン

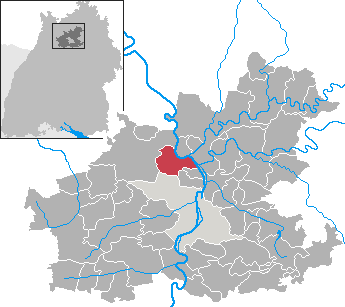
赤色の部分がバート・ヴィンプフェン。バート・ヴィンプフェンの東から北に流れるのがネッカー川。すぐ南の薄い灰色部分がハイルブロン。

バート・ヴィンプフェン (ドイツ語: Bad Wimpfen, ドイツ語発音: [baːt ˈvɪmp‿fn̩]) は、ドイツ、バーデン＝ヴュルテンベルク州ハイルブロン郡に属するネッカー川沿いの保養地。ドイツで最もシルエットの美しい町とも言われる。この町は1803年から1945年の間、ヘッセンの飛び地であった。現在の法律上の州の帰属は必ずしも明確ではない。1952年住民投票によってバーデン＝ヴュルテンベルク州に帰属することになった。

## 地理

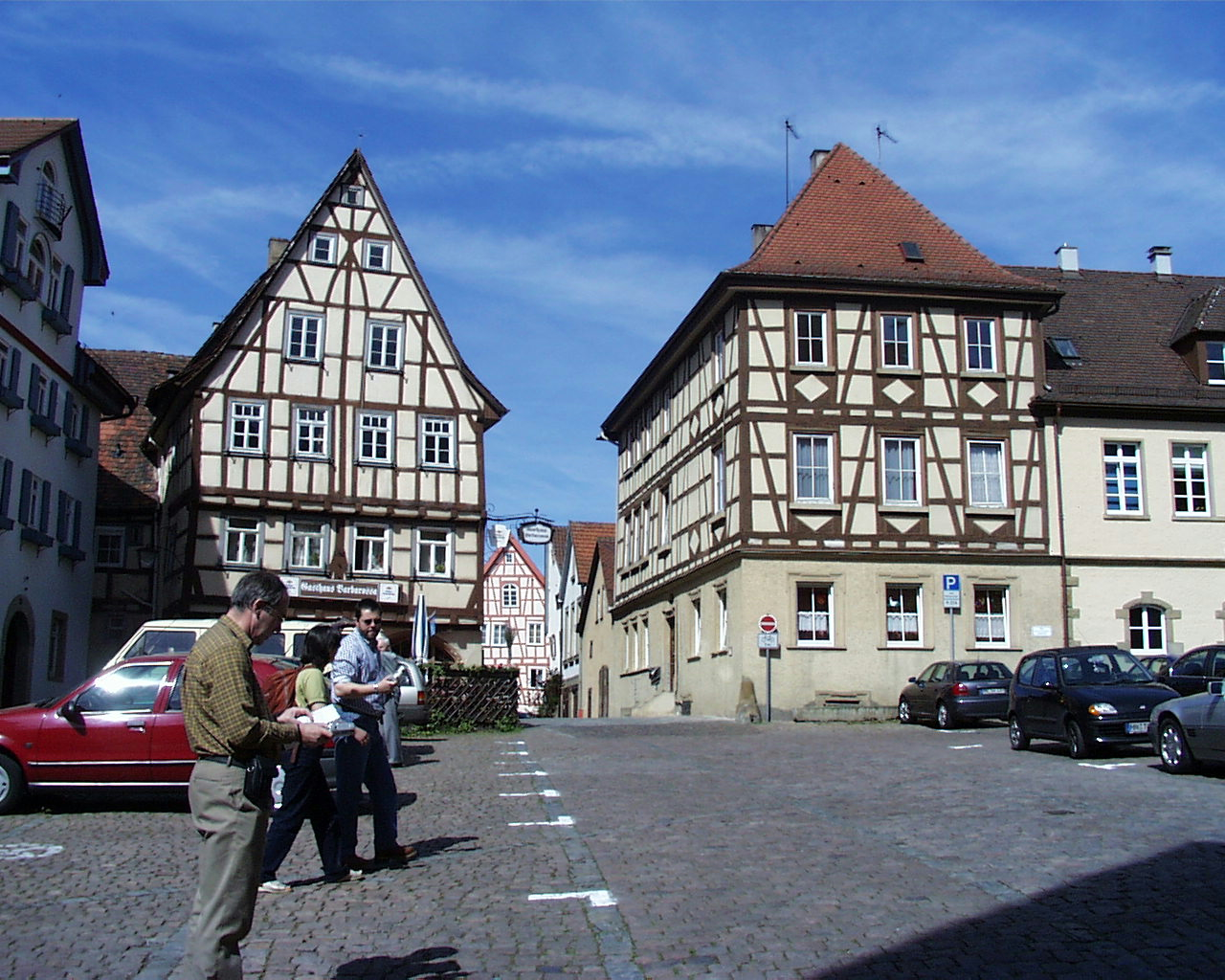
マルクト広場

バート・ヴィンプフェンはネッカー川の左岸上、ハイルブロンの北に位置している。町は二つの部分に分けられる。谷のより古い部分（イム・タール、im Tal)とやや西よりの丘の上にある中世の町の中心地であった部分(アム・ベルク、am Berg)である。両者はより上位の行政機構の一部として組み込まれている。

### 隣接する町
隣接する都市や町は以下の通り。（南から時計回り）：ハイルブロン（市）、バート・ラッペナウ、オフェナウ、バート・フリードリッヒスハル、ウンターアイゼスハイム、ネッカースウルム。ハイルブロン以外はすべて同じハイルブロン郡に属する。

## 歴史

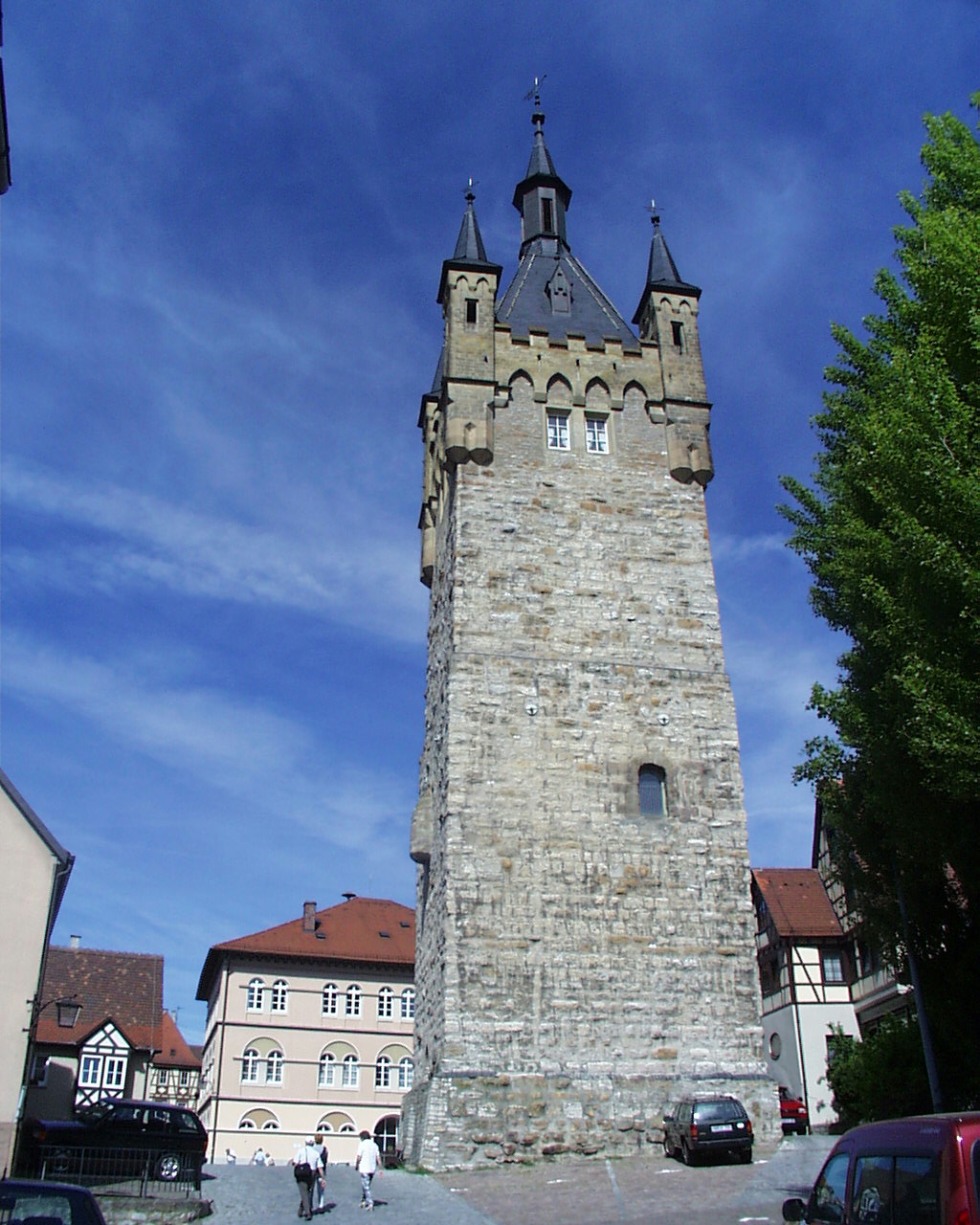
バート・ヴィンプフェンのランドマーク、皇帝の城の主塔、「青の塔」

### 最初の居住者からケルト時代まで
現在のバート・ヴィンプフェンの場所に最初に人が住んだ痕跡は、石器時代後期から青銅器時代にまでさかのぼる。現在のフランスからの古い道がヤクスト川沿いに現在のニュルンベルクのあたりまで、さらにはエーリンゲンを経由してドナウ川にまで通じており、前史時代から交易が行われていた。このことは多くの遺跡からも証明されている。
紀元前450年頃にヘルウェティイ族のケルト人が、バート・ヴィンプフェンのあるネッカー川、コッハー川、ヤクスト川流域に住み着いた。ネッカーシュヴァーベン地方にはローマ人の根拠地があったことも証明されている。ケルト人は、おそらく上記の川の名前やヴィンプフェンという街の名を付けたと思われる。「ヴィンプフェン」とは、オーバーミューラーのドイツ語−ケルト語辞典（1872年）によれば、uimpe（城壁で囲む）とbin（山）との造語であり、山を壁で囲んだことを意味しているという。

### ローマ時代の城と重要都市として
おそらく98年、ドミティアヌス帝治下のローマ帝国は、ネッカー＝オーデンヴァルト＝リーメスと呼ばれる、12から15km間隔に城砦を設けるシステムを築き、南西ドイツのこの地域（デクマートラントとも呼ばれた）を防御することにした。ヤクスト川河口の対岸にヴィンプフェン（・イム・タール）城砦が築かれた。他の城砦同様、完成後すぐに民間の入植地が整備され、特に商人や職人が入植した。
皇帝アントニヌス・ピウスの時代、おそらく159年に、帝国の国境であるリーメスがヤクストハウゼンに移された後は、この城砦は軍事的意味を失った。
ローマ時代のヴィンプフェン・イム・タールは、民間都市として重要であった。この町は、Civitas Alisinensium というローマの行政管理主要都市であり、今日の南ドイツに当たる地域では数少ない、市壁と堀をもつローマ都市の一つであった。また、壁で囲まれた土地は約19haで、今日のバーデン＝ヴュルテンベルク州で最大のローマ都市であった。こうした重要性にもかかわらず、ヴィンプフェンのラテン名は今日では不明である。
さらに、ここにはネッカー川に木製の橋が架かっていたのだが、中世の初めに春先に割れた氷で破壊された。町が密集しているネッカー渓谷のネッカー川に架かる橋は今日でも重要な交通の要衝となっている。

### 中世までの発展
ローマ人が去った後、259年から（260年とも）アレマン人がネッカー地区を支配し始める。これにつれ、ローマ時代の建築の荒廃が続く。ゲルマン人は石で建築を行ったことはなかったし、ローマ式の浴場や水道施設に取り組むこともまったくなかった。500年頃にはヴィンプフェンはフランク化していた。クロードヴィヒ統治下のフランク王国はキリスト教をももたらした。初期のキリスト教教会の遺跡は、ローマ時代の礼拝所跡を利用したため、時代もこの時代まで遡る。
9世紀になると、ヴィンプフェンはヴォルムス司教の所有となる。この頃までには、マジャール人（ハンガリー人）がネッカー地区に侵入し、ヴィンプフェンを含む多くの町が荒らされた。この廃墟からの再興の過程でフランケン人の教会は拡充され、新しい教会堂はヴォルムス司教区のパトロンである聖ペトロに捧げられた。ネッカー川中下流域、キルヒハイムとハイデルベルクの間では、司教座参事会員が宗教裁判権を行使した。

### 市の開催権とシュタウフェン家の居城
ヴィンプフェンは、神聖ローマ皇帝オットー1世の文書により965年に市の開催権を得た。交通の要衝である地の利と裁判所の所在地であることからこの町は大いに繁栄した。ヴィンプフェンのタールマルクト（谷の市）は今日でも毎年開かれており、1000年以上の歴史を持つドイツで最も伝統ある市である。
1182年に、フリードリヒ1世はヴィンプフェンに滞在したと考えられている。彼の中世的なシュタウフェン家の帝国は分散統治されていた。このため、シュタウフェン家は帝国内の各地に、広大で堅牢な城郭施設を持った「カイザープファルツ（皇帝の城）」とよばれる町を設けていた。この町はそうした皇帝の宮殿の一つであり、そう呼ばれる権利を有していた。
ヴィンプフェンのシュタウフェン家の居城は、以前とは比べものにならないほど小さくなってしまったイム・タールの町を見下ろす、クライヒガウ丘陵の麓に築かれた。居城とその周辺の町はその後大いに発展し、シュタウフェン家が築いたヴィンプフェン・アム・ベルクは、大変に長い歴史のあるイム・タールの町よりも重要な意義をすぐに獲得したのだった。西暦1200年頃には、居城の今日まで遺されている建造物のほとんどが建造された。この町のランドマークにもなっている青の塔が、西の主塔として建てられたのもこの頃で、この塔は20世紀の初めまで見張り塔として用いられていた。
ヴィンプフェンのシュタウフェン家の居城は、アルプスの北側で最も巨大な皇帝の居城であった。東側より西側の側面が膨らんだ、横長のほぼ長方形の敷地を擁していた。横幅（東西）最長 215 m、縦幅（南北）最長 85 m、面積 1,5 haで、この規模は、ドイツ最大の皇帝宮殿（Kaiserpfalz）であった。ハインリヒ6世は少なくとも3度、息子のフリードリヒ2世は少なくとも8回、この地で宮廷を営んでいる。1235年、フリードリヒ2世は、謀反を起こした息子のハインリヒ7世にヴィンプフェンで面会したと歴史上伝えられている。同様に、13世紀になるまでに、リヒャルト・フォン・ダイデスハイムは参事会教会を当時の建築様式であったゴシックに改修した。同じ頃、ドミニコ会の修道院が創設され、大きな病院が開設された。
自由帝国都市としてのヴィンプフェンは1300年代のシュタウフェン家の帝国の没落とともに現れ、多くの職人たちがこの地に定住し、市民階級が花開いた。市民階級は市の運営評議員として受け入れられ、周辺の都市の模範となった。街の多くの建造物がこの時代に建てられた。
中世末期の市の憲法には、市参事会（1296年に言及）、市長（1340年に政治運営）、市裁判所（1404/16年に記載）の規定が存在する。一方、他の有力都市に見られるツンフトも特別な都市貴族（Patriziat）もこの町にはなかった。1552年にベルクシュタット（Bergstadt「山町」）とタールシュタット（Talstadt「谷町」）は合併した。
フリードリヒ3世は、1487年に、この時から500年も前から地位を確立していた谷の市に、当時カタリーネンマルクトと呼ばれていたクリスマス前の市を開催する許可を与えた。このクリスマスの市の伝統は、今日に至るまで引き継がれている。

### 宗教改革の時代
16世紀、ヴィンプフェンは宗教改革運動の中心地であった。公文書館や王宮礼拝堂内の教会史博物館には、地方の宗教運動家の名前や執筆物が遺されている。その中で最も重要な人物は、おそらく、1523年から1526年に福音派の伝道師を務めたエルハルト・シュネップであろう。同時代のハインリヒ・フォクテールは夥しい数の宗教改革の文書や歌をヴィンプフェンで書いている。この町のカトリック聖職者階級の宗教改革者に対する弾圧にもかかわらず、1588年の住民リストには、この町のカトリック信者は約30人を記録するのみである。プロテスタントの参事会は、今後カトリック信者には市民権を与えないことにした。そして市の教会はプロテスタントに改編されるか両派の共有とされた。これは特に修道院幹部とヴォルムスの聖堂参事との議論を引き起こした。

### 三十年戦争の時代
この町の宗教論争はすぐに脇に追いやられた。1622年、この街の近くで皇帝フェルディナント2世の将軍であるカトリック軍のティリー伯ヨハン・セルクラエスの部隊とプロテスタント同盟の盟主のバーデン＝ドゥルラハ辺境伯ゲオルク・フリードリヒの兵が会戦した。このヴィンプフェンの戦いは三十年戦争中最も重要な戦闘の一つで、最も多くの血が流された戦闘であった。
ティリー伯はこの前のヴィースロッホの戦いに敗れ、15,000人の屈強なカトリック兵士達は、クライヒガウ地方を横断して、ヴィンプフェン近くのネッカー川河畔まで退却してきた。バーデン辺境伯は20,000人のプロテスタント軍でこれを迎え撃った。1622年5月6日、敵対する両軍は、ヴィンプフェン、ビーベラッハ（現在はハイルボルン市に編入されている）、オーバーアイゼスハイム、ウンターアイゼスハイムの間で遭遇した。戦闘はティリー伯が勝利したが、戦略的に有利な丘陵地の上にいたことが主な勝因であったと思われる。わずか数時間の戦闘で5,000名の兵士が命を落とし、辺境伯軍の弾薬庫の爆発で数百人が亡くなった。
ヴィンプフェンは、この後戦争の推移に伴って数度の略奪にあった。家や畑が焼かれ、病気や疫病で人口が落ち込んだ。1648年の三十年戦争終結後の人口は、戦争前の1/10にまで減少した。多くの重要な建造物が破壊され、持ちこたえた建物も建て直されたりし、さらには後に建てられた新しい建物よってシュタウフェン時代の城域は破壊されてしまった。
三十年戦争がもたらした壊滅的な結末は、その後150年もの間この街を荒廃させ続けた。ネッカー盆地のケルト人たちは、紀元前にすでに塩水から塩を採っていたにもかかわらず、18世紀初めに行われた製塩所で塩を生産する最初の試みは失敗に終わった。さらに厳しい貧困が蔓延した。この時、ヴィンプフェンは、帝国直属都市ニュルンベルクからの経済支援を得た。この支援に感謝して、皇帝の城の一隅にある小さな塔は、「ニュルンベルクの小塔」と名付けられ、現在もこの名で呼ばれている。
1783年、ヴィンプフェンに木材革命の報がもたらされた。周辺の森に生えている木を市民は無料で自由に使って良くなったのである。市の財政を改善し、税収を拡大し、同時に零落していた市民をなくそうという目的であった。その結果、秩序回復のための強い指導力が後回しにされたことへの不満だけが残った。1802年にはヴィンプフェンは帝国自由都市の資格を剥奪され、1803年にヘッセン＝ダルムシュタット方伯領の飛び地であると認定された。これはヴィンプフェンにとって都合良い結果をもたらした。大公国の国境から40kmも離れており、自治権を得たも同然だった。1919年にフォルクスシュターツ（市民国家）ヘッセンの成立に伴い、ヘッパンハイム郡に編入され、1938年にはベンスハイム郡と合併してベルクシュトラーセ郡となった。

### 製塩業と温泉保養
1817年、ルートヴィヒスハレ製塩所で、ヴィンプフェンで初めて製塩に成功した。塩泉が工業化を始めるための工業原料としてだけでなくセラピーにも役立つことから、1835年に最初のクアホテルが山峡にオープンした。経済的繁栄の兆しが見えたことから、1836年に街の新しい市庁舎が建設された。こうした新しい見通しにもかかわらず、シュタウフェン時代の廃墟は相変わらず破壊されたままであったり転用されたりしていた。当時すでに600年以上経過していた古い宮廷礼拝堂は、たとえば、1837年には納屋として使われており、元の状態に戻されたのはそれから70年後のことであった。
1860年代にはいるとハイルブロンからハイデルベルクへの鉄道が開設された。1868年にはヴィンプフェンの駅が開業し、旅館業者は活気づいた。温泉や保養施設は絶え間なく拡張され、新たな経済上の最盛期を迎えた。この頃のことは、たとえばマーク・トウェインの『ヨーロッパ放浪記』に記されている。1930年4月30日にこの街は公式に「バート」の称号を与えられた。
この街は第二次世界大戦をほとんど無傷で耐え抜いた。街は無傷であったため多くの避難民に宿を提供した。グリュッサウ（Grüssau; シュレジア地方）から放逐されたベネディクト会の修道士たち47人は、1947年にかつての騎士団教会（Ritterstiftsanlage）を提供された。

### ヘッセンとバーデン＝ヴュルテンベルクの狭間で
1945年9月19日、アメリカの軍事統治政府はグロス・ヘッセン（大ヘッセン）とヴュテンベルク＝バーデンの成立を宣言した。ヘッセンのバート・ヴィンプフェンは、これで、バーデンのジンスハイム郡とヴュルテンベルクのハイルブロン郡に挟まれる形になり、ヴュテンベルク＝バーデンに完全に囲まれてしまった。同年11月26日、占領軍当局は、この街は将来的にはジンスハイムが管轄すべきであると指導した。こうした地方当局の、あるいは地方指揮官の指示により、バート・ヴィンプフェンは、今日もなお州法上ヴュテンベルク＝バーデンの一部なのである。シュトゥットガルトの高等地方裁判所も1951年3月6日にこの見解に同意している。
住民の一部は伝統的なヘッセンに、一部は実質的なヴュルテンベルクのハイルブロン郡に帰属意識をもっており、再編論議は不満の種になっているが、一方でヘッセンも飛び地の返還を要求している。これに関して、1951年4月29日に住民投票が行われた。この結果、0.7%がジンスハイム郡に所属、41%がヘッセンへの返還、57%がハイルブロン郡への帰属に投票した。ハイルブロン郡へは1952年5月1日に帰属することとなった。
この結果にもかかわらず、ヘッセンは、バート・ヴィンプフェンは現在もその版図の一部であるとの立場を主張し、バーデン＝ヴュルテンベルク州が一時的に運営することに同意したのだと説明している。こうしたことから、州法上の帰属は今日なお最終的に明らかになってはいない。しかし、バート・ヴィンプフェンは現在、事実上完全にバーデン＝ヴュルテンベルク州の行政、法律に組み込まれており、現在の状況を変えることはありそうにない。
カトリック教会の立場では、この街は現在もヘッセンの飛び地の扱いで、マインツ司教区に所属している。

### 現在
バート・ヴィンプフェンは、充実した保養施設に加えて、2000年も前からの建築物や文化遺産でも感銘を与えている。歴史的な旧市街は、完全な保護文化財となっている。1976年から始まった大規模な再開発計画が、多くの歴史的建築物の再評価に寄与した。しかしながら、1990年代の景気後退以降は、建築物や文化財の再編は、ほとんどもっぱら個人のイニシアティヴの下で行われている。

### 宗教
福音派やカトリックの教会組織の他に、バート・ヴィンプフェンには新使徒教会やエホバの証人がなお、存在している。かつてのザンクト・ペーター騎士団教会（イム・タール）の教会堂は、1947年からグリューサウ・ベネディクト会修道院（かつてシュレージン地方のグリューサウからやってきた）となっている。このハイルブロン郡で唯一の修道会組織は、2005年現在 3人の修道士によって運営されている。

## 政治

### 地方議会
バート・ヴィンプフェンの市議会は、18人の議員と議長を務める市長からなる。

### 紋章と旗
紋章解説：金地に、赤い爪を持つ黒い帝国鷲紋、くちばしには水平に銀の鍵を持っている。
街の色は、赤−白−青。
鷲は、元々はシュタウフェン時代の帝国に対するヴィンプフェンの従属の象徴であり、14世紀以降は自由帝国都市の象徴であった。鍵は、聖ペテロの持ち物でありヴォルムス司教区の紋章模様である。したがって、この紋章は、ヴォルムスの地に築かれたシュタウフェンのヴィンプフェンということを物語っている。
19世紀になって、ヴィンプフェンがヘッセンに帰属した後は、別の紋章が掲げられていた。それは、左半分に半分の鷲、右半分に王冠をかぶり前足でヴォルムスの鍵を持ったヘッセンのライオンを描いた物である。20世紀になると、昔の紋章が再び使われるようになった。

### 姉妹都市
バート・ヴィンプフェンの姉妹都市は、1967年から、南フランスのエロー県にあるServian。1951年、バート・ヴィンプフェンはハンガリーのかつてのエーデンブルク（現在のショプロン）に対する協力関係を更新した。これに基づき、この街は大戦で逐われた人々に新しい精神的な故郷を提供したのだった。

## 文化と見所

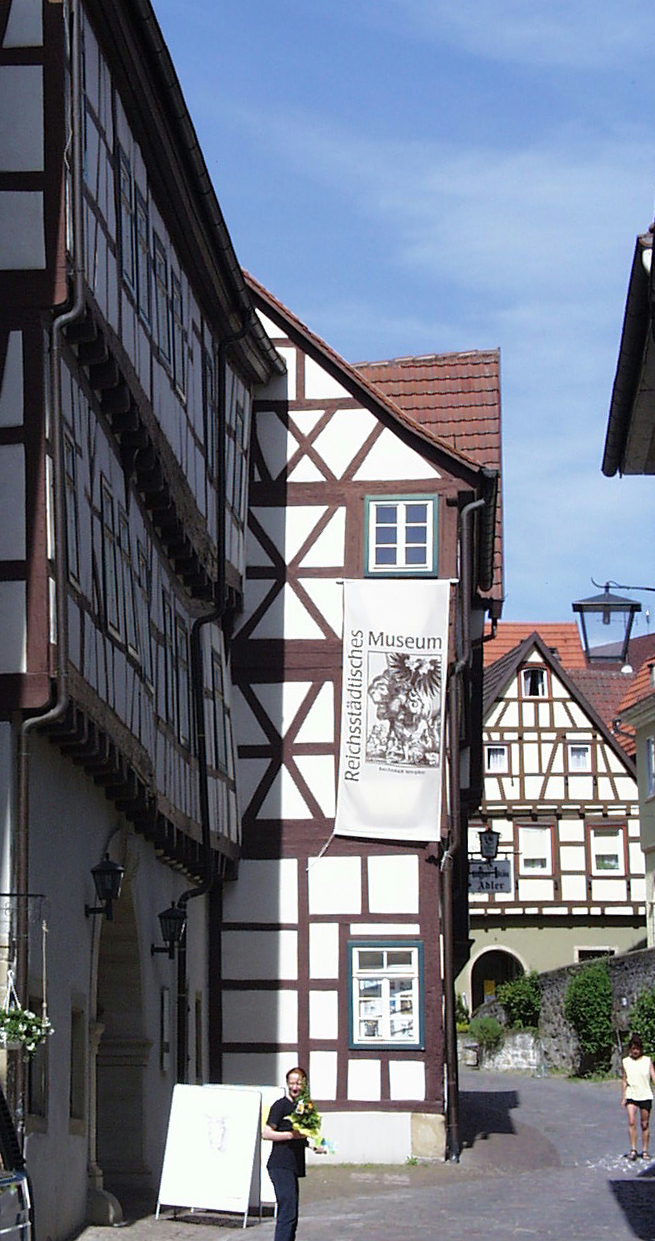
バート・ヴィンプフェンの木組み建築

### 劇場
2003年以降、バート・ヴィンプフェン・シュタウフェンの城演劇祭が2年に一度、旧市街を背景に行われる。

### 博物館
シュタインハウスの博物館は、かつてシュタウフェンの城であったロマネスク様式の建造物でバート・ヴィンプフェンとシュタウフェン家の歴史を見学できるポイントである。また、昔の救貧院の帝国都市博物館もヴィンプフェンの歴史を展示している。教会の歴史は、宮廷礼拝堂の教会史博物館で知ることができる。
旧救貧院のギャラリーやその他のギャラリーには古典や近代の作品が展示されている。他にも、ドイツ守護天使博物館や、収集品と幸運の豚（幸福をもたらすと言われる豚の像）博物館がある。

### 建造物

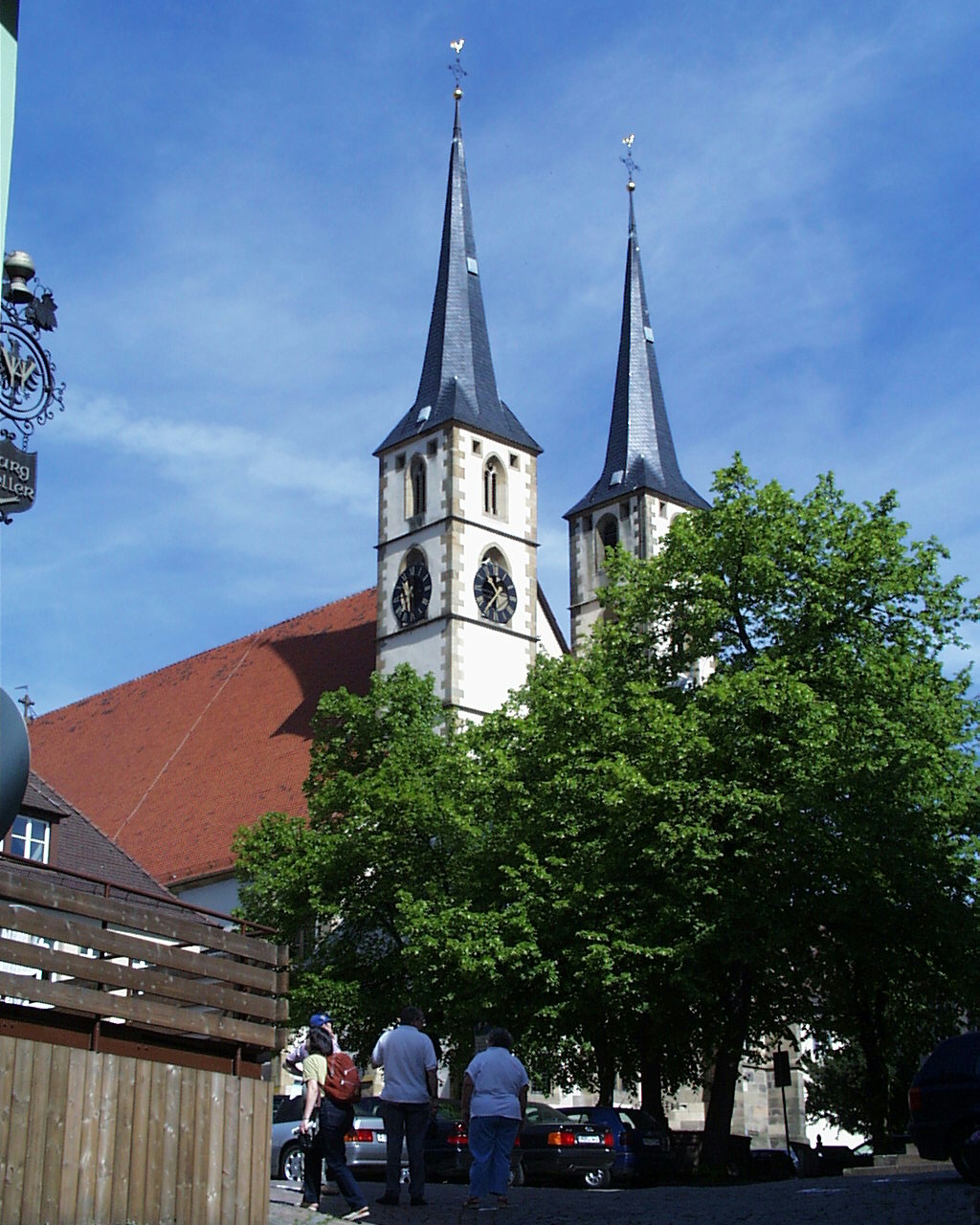
福音派市教会

バート・ヴィンプフェンの最も重要な建造物は、13世紀の初めに建てられたシュタウフェンの皇帝の宮廷であり、この城に由来する多くの建物がそれぞれ孤立して遺されている。バート・ヴィンプフェンのランドマークは『青の塔』である。これは城の主塔であり、650年絶えることなく番人が住み、見学することができる。この塔が皇帝の城の西端に当たる。反対の東側には、第二の塔である『赤の塔』も現存している。さらにその傍らに「ニュルンベルクの小塔」がある。その他の現存する建物は、宮廷礼拝堂、シュタインハウス、飛梁（アーチ状の装飾梁）などがある。かつての宮廷広間は、北面を飾っていたアーチのみが遺されているが、その柱廊は、柱一本ごとに異なる意匠が施されている。
バート・ヴィンプフェン福音派市教会は13世紀にロマン様式で建造され、1520年に後期ゴシック様式のハーレンキルヒェ（ホール式教会）に改築された。ヴィンプフェン・イム・タールのザンクト・ペーター騎士団教会、現在グリューサウ修道院の場所にあった、の創設は7世紀にまで遡る。現在の教会堂は13から14世紀に建造された物である。

### スポーツと余暇
バート・ヴィンプフェンには塩水浴施設や屋外水泳用ミネラル・プールなどがある。

### 定期的な催し物
バート・ヴィンプフェンは、西暦965年以来毎年祭りの時に開催される「ヴィンプフェンの谷の市 (Wimpfener Talmarkt)」で、広く知られている。また、ヴィンプフェン・アム・ベルクで毎年開催される、「古いドイツのクリスマス市 (Altdeutscher Weihnachtsmarkt)」も伝統がある市である。毎年8月の最後の週末には、手工芸品や芸術作品の市であるツンフトの市（かつての港の市）が開催される。

## 経済とインフラストラクチャ
バート・ヴィンプフェンにおける最大の雇用主は、Unternehmen Solvay Fluor GmbH （ゾルフェイ・フッ素有限会社）で、350名以上の従業員が、様々なフッ素製品、たとえば冷却剤や圧縮ガスなどを製造している。

### 交通
バート・ヴィンプフェンはハイルブロンからハイデルベルクへ向かうエルゼンツタール鉄道沿線に位置しており、アウトバーンA6（ハイルブロン／ウンターライゼスハイム入り口）にも近い。

### メディア
バート・ヴィンプフェンのニュースは日刊紙のハイルブロンナー・シュティンメ（「ハイルブロンの声」）のNM版（北中部版）に掲載される。

### 教育
バート・ヴィンプフェンには計約380人の生徒が通う、基礎および職業訓練教育を兼ねた基幹学校が一つと、900人以上の生徒がバート・ヴィンプフェンの他に周辺の街やハイルブロンの北西部から通うホーエンシュタウフェン・ギムナジウムがある。

### 健康
SRHグループが運営するバート・ヴィンプフェン健康センター（かつてのサナトリウム）には200人以上のスタッフがおり、年間約4800人の患者が通う。

## 出身者
- カール・フリードリヒ・フルダ （Carl Friedrich Fulda、1724年9月13日 - 1788年12月11日 エンジンゲン）神学者
- イグナツ・フォン・ベーケ （Ignaz von Beecke、1733年10月23日 - 1803年1月2日 ヴァーレルシュタイン）作曲家・ピアニスト
- フリーロリヒ・クォーク教授 （1934年9月22日 - ）連邦通常裁判所判事（退官）

## 引用
1. ↑  Statistisches Landesamt Baden-Württemberg – Bevölkerung nach Nationalität und Geschlecht am 31. Dezember 2023 (CSV-Datei)
2. ↑  Max Mangold, ed (2005). Duden, Aussprachewörterbuch (6 ed.). Dudenverl. pp. 181, 838. ISBN 978-3-411-04066-7
3. ↑   Gerhard Köbler: Historisches Lexikon der deutschen Länder. 6. Aufl. München: C.H.Beck 1988 = Darmstadt: Wissenschaftliche Buchgesellschaft 1999, S. 725.
4. ↑  Walter Hotz : Kleine Kunstgeschichte der deutschen Burg. Darmstadt: Wissenschaftliche Buchgesellschaft  2. Auflage 1972 (ISBN 3-534-03693-X), S.94-95.
5. ↑   Lexikon des Mittelalters. Bd. IX. München: LexMA 1998 (ISBN 3-89659-909-7), Sp. 224.
6. ↑  末永豊「ネッカー川」〔柏木貴久子 ・ 松尾誠之・ 末永豊『南ドイツの川と町』三修社　2009　(ISBN 978-4-384-04187-3)、286-300頁〕。
7. ↑   Hermann Baumhauer : 　Baden-Württemberg. Portät einer Kulturlandschaft. Neubearbeitet und aktualisiert von Heinrich Domes mit Fotos von Joachim Feist. Stuttgart: Konrad Theiss 1998, S. 36.

## 参考図書
- 紅山雪夫「ドイツものしり紀行」（新潮文庫、2005年） ISBN 4101043256
- 阿部謹也、若月伸一、沖島博美「ドイツ〜チェコ古城街道」 （新潮社、1997年） ISBN 4106020610